# Brendan Evans
Brendan Evans (Pontiac, 8 de Abril de 1986) é um tenista profissional estaduninse, seu melhor ranking de N. 117 em simples, pela ATP.